# Minervino Murge
Minervino Murge ist eine italienische Gemeinde mit 7933 Einwohnern (Stand 31. Dezember 2024) in der Provinz Barletta-Andria-Trani, Region Apulien. Die Gemeinde war vor 2008 Bestandteil der Provinz Bari.

## Geografie
Die Gemeinde liegt auf der Hochebene Murge, am nordwestlichen Rand des Nationalparks Alta Murgia. Sechs Kilometer westlich des Ortes liegt der Stausee Lago Locone, der seit den 1980er Jahren den Fluss Locone durch einen Staudamm aufstaut.
Die Nachbarorte von Minervino Murge sind Andria, Canosa di Puglia, Lavello (PZ), Montemilone (PZ) und Spinazzola.

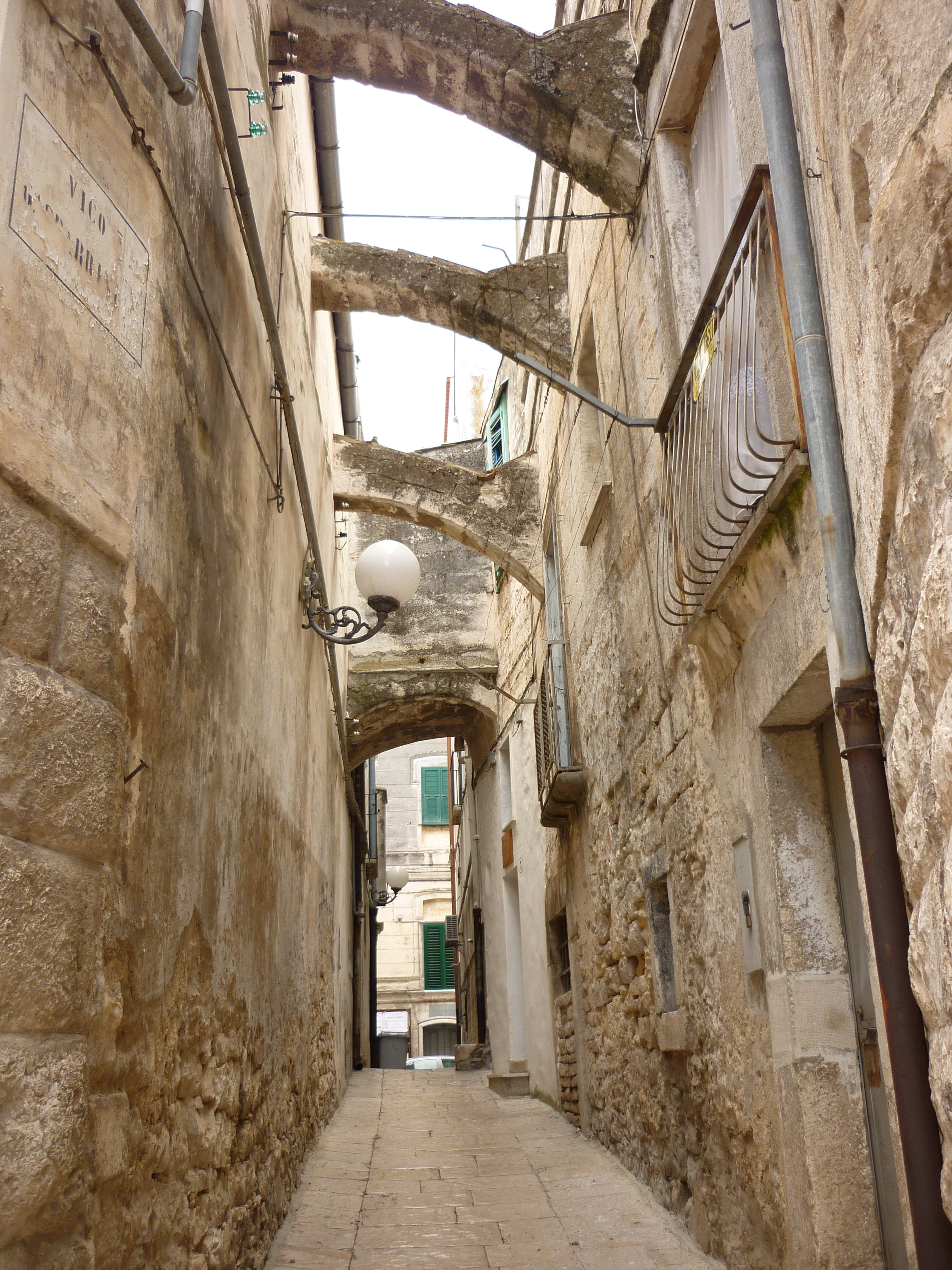
Gasse in Minervino Murge

## Bevölkerungsentwicklung
Minervino Murge zählt 4.145 Privathaushalte. Seit dem Höchststand der Einwohnerzahlen im Jahr 1951 sinkt die Bevölkerungszahl ständig. Zwischen 1991 und 2001 fiel die Einwohnerzahl von 10.982 auf 10.213. Dies entspricht einer prozentualen Abnahme von 7,0 %. Im Jahr 2011 wurde erstmals seit 150 Jahren eine Einwohnerzahl von unter 10.000 registriert.

## Gemeindepartnerschaften
Partnergemeinde von Minervino Murge ist Sagliano Micca in der italienischen Region Piemont.

## Persönlichkeiten
Die Gemeinde ist Geburtsort von Agostino Superbo (* 1940), dem emeritierten Erzbischof des Erzbistums Potenza-Muro Lucano-Marsico Nuovo.